# Lefties Soul Connection
Lefties Soul Connection is een Nederlandse rauwe funk en soul band uit Amsterdam. De band, die in Nederland muziek uitbrengt onder het label Top Notch en in Japan bij Inpartmaint is opgericht in 2001. Eerdere albums Hutspot en Skimming the Skum zijn in Nederland uitgebracht bij Excelsior Recordings en internationaal onder het label van Melting Pot. Lefties Soul Connection is naar eigen zeggen beïnvloed door onder andere The Meters, Booker T. & the M.G.'s en James Brown. In november 2011 is het album One Punch Pete verschenen op Top Notch met de bekende Lefties instrumentals maar ook verschillende gastvocalisten zoals Michelle David. Tijdens liveshows in 2012 was Michelle David ook gast-vocalist.

## Leden

### Huidige bandleden
- Onno Smit - zang & gitaar
- Alviz - Hammondorgel
- Pieter Bakker - basgitaar
- Cody Vogel - drums
- Paul Willemsen - gitaar (bij live shows)

### Voormalig bandleden
- Bram Bosman - bass

## Discografie

### Albums
| Album met eventuele hitnotering(en) in de Nederlandse Album Top 100 | Datum van verschijnen | Datum van binnenkomst | Hoogste positie | Aantal weken | Opmerkingen |
| ------------------------------------------------------------------- | --------------------- | --------------------- | --------------- | ------------ | ----------- |
| Hutspot                                                             | 2006                  | -                     |                 |              |             |
| Skimming the skum                                                   | 08-06-2007            | -                     |                 |              |             |
| One punch pete                                                      | 2011                  | 19-11-2011            | 99              | 1            |             |

Naast albums heeft Lefties Soul Connection ook diverse singles uitgebracht, waaronder een cover van Organ Donor van DJ Shadow (2006).